# Kasperlbach
Der Kasperlbach ist ein Bach im Mangfalltal im Landkreis Miesbach in Bayern. Er ist etwa 250 Meter lang und mündet von links in die Mangfall.

## Verlauf
Der Kasperlbach entspringt westlich von Mühlthal, einem Ortsteil der Gemeinde Valley, am Westhang des Mangfalltals auf einer Höhe von etwa 618 m ü. NHN. Er verläuft im Wesentlichen nach Osten, durchquert den Weiler Mühlthal und mündet auf einer Höhe von 603 m ü. NHN von links in die  Mangfall.

## Geschichte

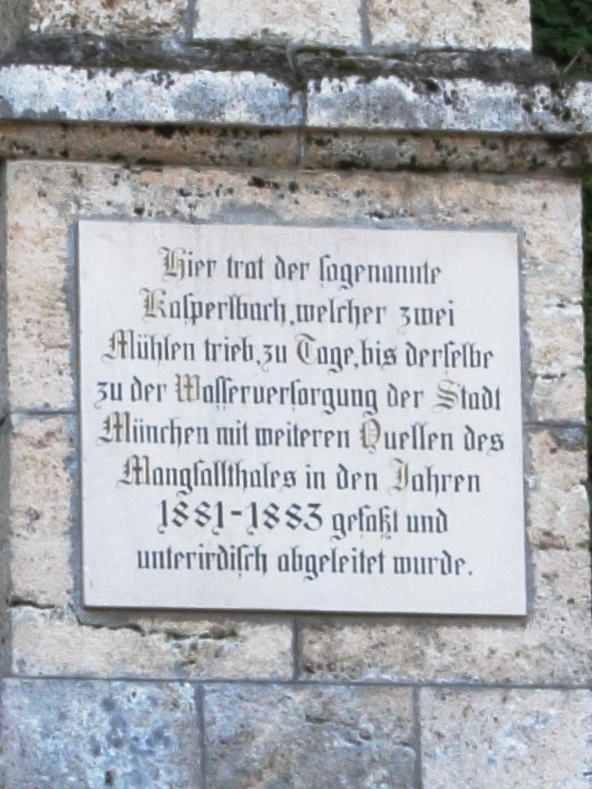
Gedenktafel

Historische Bedeutung hat der Bach dadurch, dass eine der Hangquellen, aus denen er gespeist wurde, die erste war, die für die Wasserversorgung Münchens gefasst wurde. Daran erinnert ein Obelisk mit Gedenktafel, der 1883 an der gefassten Quelle errichtet wurde. Wasser aus Hangquellfassungen bei Mühlthal bildet weiterhin einen wichtigen Anteil des aus dem Mangfalltal in das 34 Kilometer entfernte München geleiteten Trinkwassers. Der Obelisk steht unter Denkmalschutz und ist eine der Stationen des M-Wasserwegs.